# Gare de Nœux-les-Mines
La gare de Nœux-les-Mines est une gare ferroviaire française de la ligne d'Arras à Dunkerque-Locale, située sur le territoire de la commune de Nœux-les-Mines, dans le département du Pas-de-Calais, en région Hauts-de-France. 
Elle est mise en service en 1861 par la Compagnie des mines de Béthune. C'est une gare de la Société nationale des chemins de fer français (SNCF), desservie par des trains TER Hauts-de-France.

## Situation ferroviaire
Établie à 31 mètres d'altitude, la gare de Nœux-les-Mines est située au point kilométrique (PK) 224,798 de la ligne d'Arras à Dunkerque-Locale, entre les gares ouvertes de Mazingarbe et de Béthune.

## Histoire
La station de Nœux est mise en service le 15 octobre 1861, par la Compagnie des mines de Béthune lors de l'ouverture de la section de Lens à Béthune.
En 1880, on installe de nouvelles voies de garage.

## Service des voyageurs

### Accueil
Gare SNCF, elle dispose d'un bâtiment voyageurs, avec guichet, ouvert du lundi au vendredi et fermé les samedis, dimanches et jours fériés. Elle est équipée d'automates pour l'achat de titres de transport.
Une passerelle permet la traversée des voies et le passage d'un quai à l'autre.

### Desserte
Nœux-les-Mines est desservie, tous les jours de la semaine, par des trains TER Hauts-de-France qui effectuent des missions entre les gares d'Arras et d'Hazebrouck.

### Intermodalité
Un parc pour les vélos et un parking pour les véhicules y sont aménagés. Elle est desservie par des bus urbains Tadao.

## Galerie de photographies

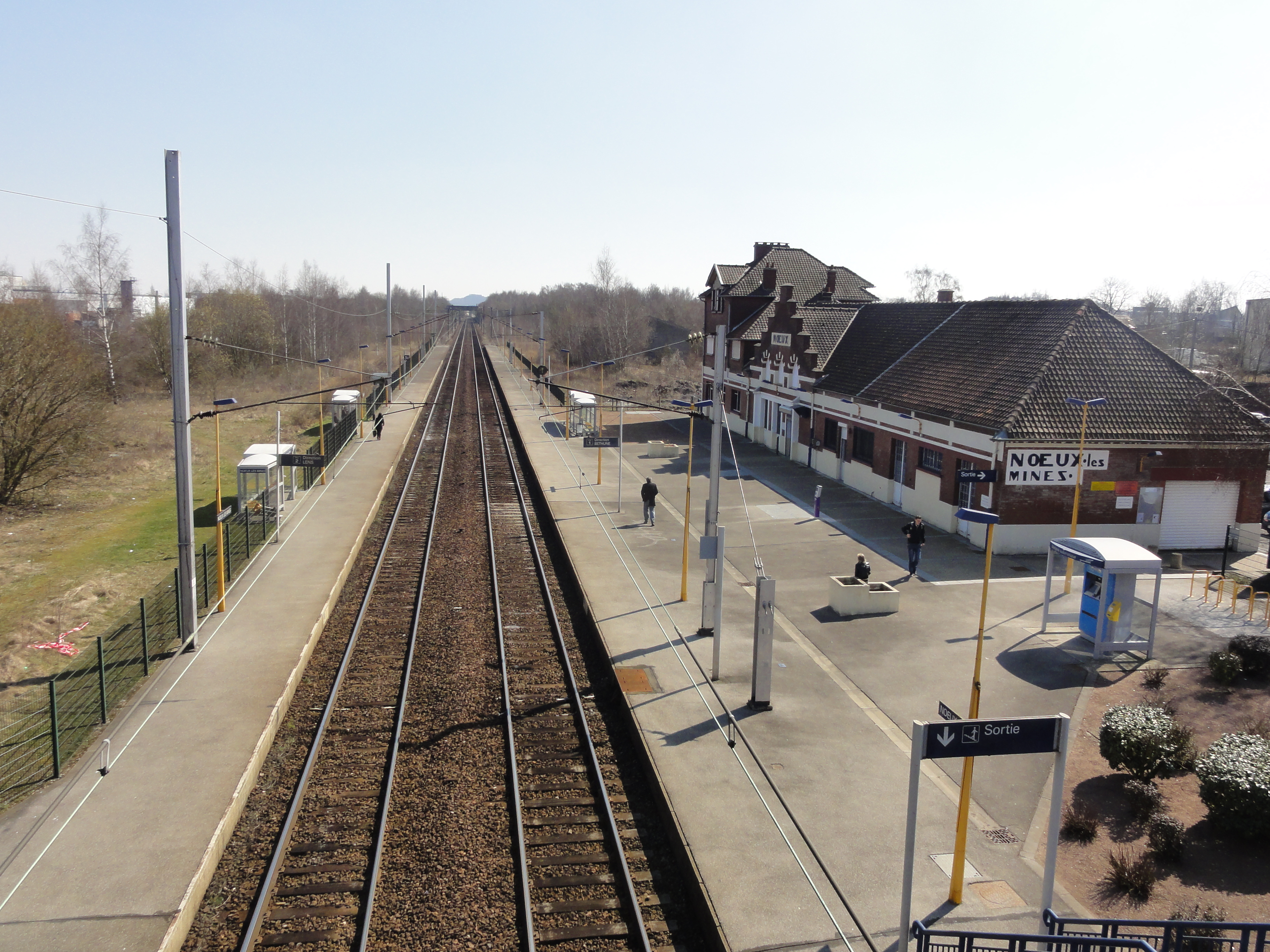
Les quais, vus depuis la passerelle.
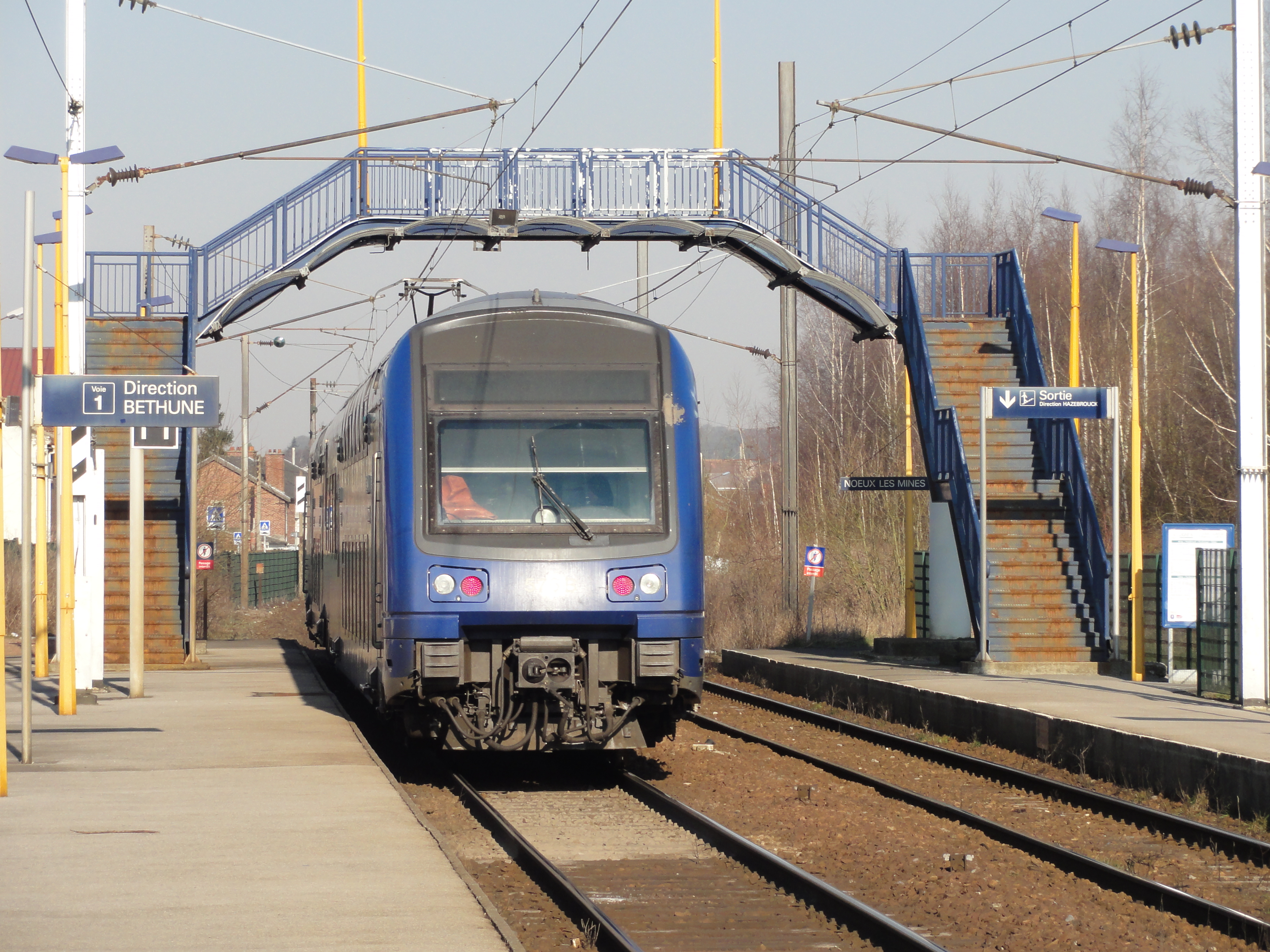
Un TER, quittant la gare, à destination de Béthune.